# Foula (ö)
Foula (fornnordiska: Fuglaey, ("Fågelö"), keltiska: Fughlaigh) är en bebodd ö bland Shetlandsöarna norr om Skottland, och en av Storbritanniens mest avlägsna permanent bebodda öar. Ön ägs sedan slutet av 1900-talet av familjen Holbourn.

## Geografi
Foula är en kulen men uppseendeväckande ö i Atlanten, drygt 32 kilometer väster om Walls i Shetlandsöarna. Ön är den västligaste bland Shetlandsöarna, och den sjunde största med en area på cirka 12,5 kvadratkilometer. Den sträcker sig cirka 4 km respektive 5,6 km och höjer sig från låga klippor i öst till branta klippor mellan 150 och 365 meter i väst. Foula har fem bergstoppar, där den högsta når 418 meter över havet vid "the Sneug" och 376 m ö.h. vid "the Kame". Vid öns norrsida finns Gaada Stack, en av naturen skapad båge. Foula ligger på samma latitud som Sankt Petersburg.
Befolkningen på Foula uppgår till 38 personer, bosatta i Hametown och Ham. Öbornas levebröd kom tidigare från fisket – först vitfisk, senare hummer. Idag håller de flesta av öns invånare sig med får och det finns även en ornitologisk turism till ön.
Ett dolt rev, kallat Hoevdi Grund eller da Shaalds o' Foula, ligger drygt 3 km öst om Foula mellan ön och Shetlands huvudö. Vattnet här kan strömma upp till 22 km/h, och då revet lurar mindre än en meter under havsytan är det en stor fara för sjöfarare.

### Transport

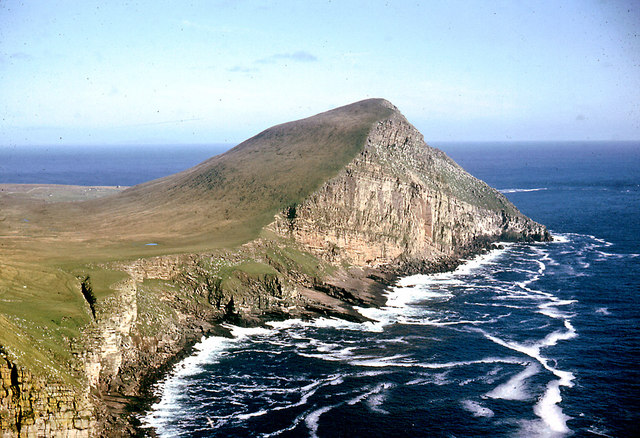
Da Noup, Foula

Färjor trafikerar  mellan Ham och Walls eller Scalloway på huvudön Mainland, och flyg mellan Foulas flygfält och Tingwall flygplats.
Ön har dåligt med skydd för båtar. Den enda stranden på ön är vid Ham Voe på Foulas östkust. Lokala fartyg, bland andra postbåten, halas därför upp ur vattnet.

## Naturliv

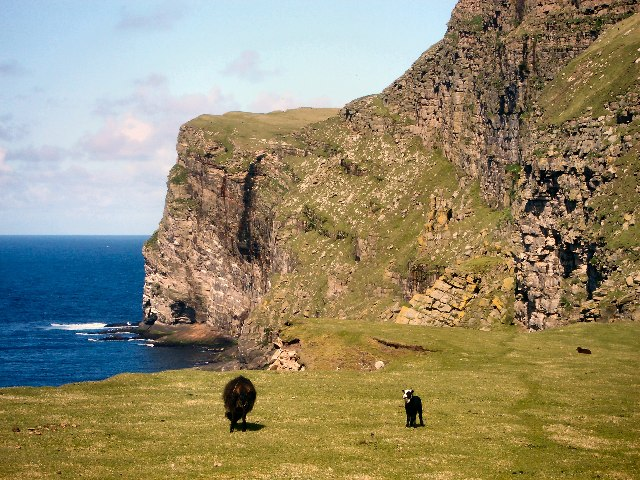
Foulas klippor.

Öns 370 meter klippor är hem åt många fågelarter, bland andra silvertärna, smålom och storlabb.

## Historia

### Förhistoria
Foula befolkades så långt tillbaka som 5000 år sedan. Under åren 2006 till 2008 gjorde Bath & Camertons arkeologiska sällskap flera resor till Foula för att studera dess förhistoriska resta stenar. En särskild halvcirkelformad stencirkel upptäcktes 2006 vid Da Heights på norra Foula. En utförligare expedition från 2007 avslöjade att denna stenformation var skapad av människor, och att den var elliptisk till sin form med dess axel pekande mot midvintersolståndet, uppfört före 1000 år f.Kr.

### 1400-talet till 1800-talet
År 1490 delades familjen Ciskes ägor upp, och Vaila och Foula föll då i Alv Knutssons ägo. Släkten Ciske var norrmän, och i och med överlämnandet av Shetland till Skottland några decennier tidigare, rådde förvirring och motstridiga anspråk om dess ägande.
Foula fortsatte att använda den julianska kalendern när resten av Kungariket Storbritannien antog den gregorianska kalendern 1752. Foula följde den julianska kalendern genom att ha skottår 1800, men missade skottåret 1900. Som ett resultat av detta är Foula nu en dag före den julianska kalendern och 12 dagar efter den gregorianska, och firar därför juldagen den gregorianska 6 januari och nyår den gregorianska 13 januari.
1720 drabbade en epidemi av smittkoppor de då 200 Foulaborna. I och med att öborna levde så isolerat från omvärlden saknade de motstånd till smittkopporna, till skillnad från de flesta av dåtidens nordeuropéer, och 90 procent av öns befolkning dog i epidemin.
Författaren och journalisten John Sands bodde på Foula och Papa Stour en tid av sitt liv under slutet av 1800-talet. Han förde en hård kamp emot det brittiska trucksystemet och tecknade politisk satir för att påvisa dess brister. I en pamflett tecknade han Foula som en vacker ung kvinna som stryps av en boaorm med titeln "landlordism" med åskådande reptiler kallade "missionär", 'laird' och 'truck'.
Ön var en av de sista platser där språket norn talades (även om det hävdas att Walter Sutherland i Skaw på ön Unst var den sist levande talaren), och lokaldialekten på ön är skarpt influerad av fornnordiska.

### 1900-talet

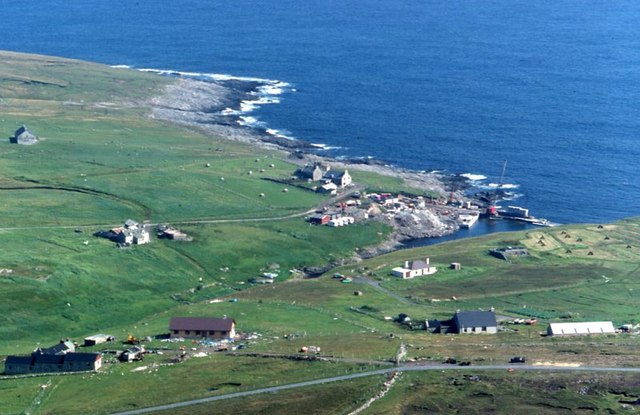
Ham på Foula.

Professor Ian S. Holbourn, Foulas siste laird, beskriver katastrofen som inträffade den 8 september 1914, då fartyget från White Star Line RMS Oceanic förliste vid Shaalds o' Foula. 
Professorns barnbarn, Robert Holbourn, en sjöfartsarkitekt, var öns "Peet Marshal" ("torvmästare") i många år. Torv är en värdefull och knapp resurs som används till att  värma upp husen och som bränsle i Shetland. Att skära torv kräver skicklighet, och tar år att bemästra. 
Simon Martin, som bodde på Foula i fem år under den långvariga processen som följde efter färjan Oceanics förlisning, beskriver ön som följer: 

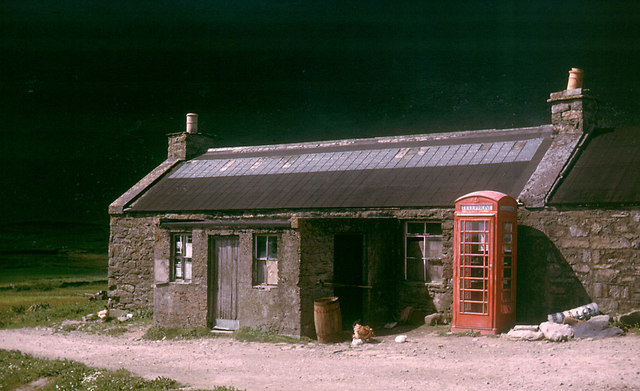
Foulas postkontor 1964

"Foula, eller Ultima Thule, som det var känt så långt tillbaka som på romartiden, skär genom havets vatten, och från Shetlandsöarnas huvudö sträcker sig dess fem toppar upp, kala och karaktäristiska: the Noup, Hamnafield, the Sneug, Kame och Soberlie. De stupande klipporna på västsidan tävlar med de på St. Kilda om de högsta klippbranterna i de brittiska öarna, 370 meter av bergsida som tornar upp ur havet.
"Foula, eller Fughley som det tidigare också var känt, betyder ordagrant 'Fågelö', med uppskattningsvis en halv miljon fåglar av olika slag som delar på klipporna med invånarna. Öns yta består av en torvmosse på sten."
En fyr vid öns sydspets byggdes 1986. Den har efter uppförandet bytt från att drivas med acetylen-gas, till sol- och vindkraft.

## Kultur

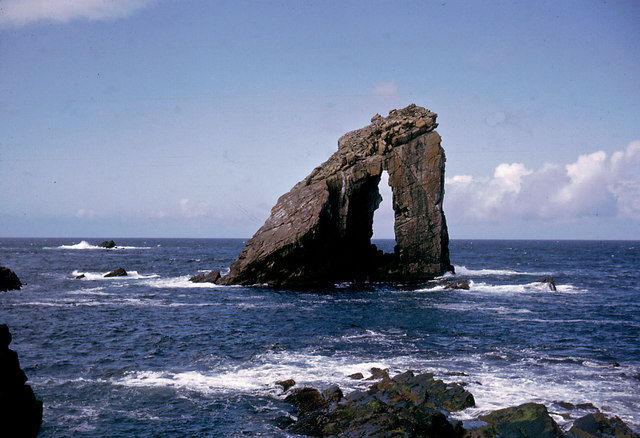
Gaada Stack, Foula

### Film
- Michael Powells film I havets famn ("The Edge of the World") (1937) är en dramatisering som bygger på den sanna historien om evakueringen eller deporteringen av de sista 36 invånarna på den avlägsna ön St. Kilda den 29 augusti 1930. St. Kilda ligger i Atlanten, 64 km väst-nordväst om North Uist i de Yttre Hebriderna; invånarna pratade skotsk gaeliska. Powell lyckades inte få tillstånd att filma på St. Kilda. Han tappade inte modet för det, utan spelade in filmen under fyra månader sommaren 1936 på Foula, där öborna istället pratar den shetländska dialekten.
- Return To The Edge Of The World (1978) är en dokumentär som följer en återförening av teamet från filmatiseringen av The Edge Of The World (1937), 40 år senare, där de gör ett återbesök på ön.

### Folklore, högtider och traditioner
Foulas invånare bevarar mycket av fornnordisk folklore och traditioner. De följer ännu julianska kalendern för julfirandet, då alla öborna samlas i ett hus för att fira Yule (jul) den 6 januari. Nyårsdagen infaller den 13 januari.

### Poesi
Vagalands dikt Da Sang o da Papa men om fiskare från Papa Stour nämner ön i den återkommande versraden "Rowin Foula Doon". Detta refererar till fiskarnas sedvänja att ro sin fiskebåt ut till havs tills Foulas höga branter inte längre gick att se. Det innebar att båten var ungefär 96 km väster om Papa Stour. Den traditionella balladen "Hildina", insamlad på Foula år 1774, är den enda bevarade dikten på språket norn.